# Johannes Hofverberg
Johannes Johannis Hofverberg, född 21 oktober 1652 i Bergs socken, Jämtland, död 28 mars 1728 i Malmö, var en svensk präst och riksdagsman.

## Biografi
Johannes Hofverberg var son till Johannes Sigvardi, sedermera kyrkoherde i Bergs socken, och Kristina Hansdotter Berg. Efter skolgång i Härnösand inskrevs han vid Uppsala universitet 1672. År 1677 prästvigdes han för Linköpings stift för en tjänst som predikant vid Adelsfanan, vilken han åtföljde till Skåne som vid tiden var skådeplats för krig. Hofverberg tillfångatogs av fienden, och satt några månader i fångenskap i Köpenhamn. 1678 placerades han i Landskrona som predikant vid Skånska kavalleriet. Indigenatsrätten innebar att Hofverberg endast kunde få tjänst i Skåne om han konserverade en prästänka, men han var redan förlovad med en prästdotter från Jämtland. Han fick då hjälp av Nicolaus Olai Hambræus till en tjänst som komminister i Malmö stad, varpå han inte gifte sig med den påtänkta prästänkan utan med sin fästmö från Jämtland. 1682 fick han Bjäreshög och Oxie som prebenden och blev året därpå prost i Bara härad. Han utsågs av kungen till pastor i Landskrona och prost i Rönnebergs och Harjagers härader, tillträdde tjänsten 1686, blev 1692 magister vid Lunds universitet, och övergick 1698 till tjänsten som Hambræus efterträdare i Malmö S:t Petri församling och med Oxie härad som prosteri.
Hofverberg var ombud för stiftet vid riksdagarna 1686, 1689, och 1693.
Hofverbergs hustru Rachel Petræa var dotter till Joannes Olai Petræus Angermannus i Sunne socken. Sonen Isak Hofverberg begav sig till Ostindien. Gabriel Hofverberg var borgmästare i Kungälv och två andra söner var borgare i Marstrand och Göteborg, medan döttrarna gifte sig inom prästeståndet.